# Chiagne ancora
Chiagne ancora è un singolo del rapper italiano Ghali, pubblicato il 22 giugno 2021.

## Descrizione
Il singolo è stato realizzato con la partecipazione vocale dei cantanti Liberato e J Lord. Riguardo alla sua realizzazione, Ghali ha spiegato:

## Video musicale
Il video, diretto da Argo, è stato reso disponibile il 23 giugno 2021 attraverso il canale YouTube del rapper.

## Tracce
1. Chiagne ancora – 3:38

## Classifiche
| Classifica (2021) | Posizione massima |
| ----------------- | ----------------- |
| Italia            | 76                |